# Johann II. (Breslau)
Johann II. (auch: Jan; Janislaus; Janik; nach der Bischofsliste von Gnesen: Johann I.; † nach 1167) war Bischof von Breslau sowie Erzbischof von Gnesen.

## Leben

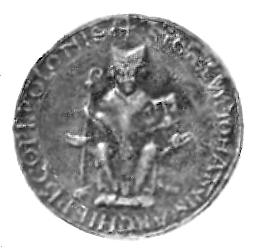
Siegel des Erzbischofs Johann (Janik) II. von Gnesen mit seinem Abbild

Johann soll einer adeligen Familie aus der Gegend von Sandomir im Herzogtum Sandomir entstammen. Zusammen mit seinem Bruder gründete er 1140 das Zisterzienserkloster Jędrzejów bei Krakau. Er war Dompropst am Breslauer Dom sowie Kanoniker von Gnesen und Krakau.
Nach dem Tod des Breslauer Bischofs Robert II. wurde Johann zu dessen Nachfolger gewählt. Herzog Bolesław IV. stimmte der Wahl zu.
Nach dem Tod des Gnesener Erzbischofs Jakob I. von Żnin wurde Johann auf den Gnesener Erzbischofstuhl transferiert.
Zuletzt erscheint er urkundlich Ende 1167 als Teilnehmer an einer Synode von Jędrzejów, wo er eine Urkunde über ein Privileg für das Kloster Jędrzejów ausstellte. Die zeitgenössischen Nekrologe geben nur seinen Todestag ohne Jahresangabe: 11. März (Nekrolog von Lubin) oder 12. März (Nekrolog von St. Vinzenz in Breslau). Sein Gnesener Nachfolger Zdzisław I. ist erst ab 26. April 1177 urkundlich bezeugt. Als Todesjahr Johanns kommen also die Jahre 1168 bis 1176/7 in Betracht.